# Чёрный список Голливуда
«Чёрный список» Голливуда (англ. Hollywood blacklist) — список деятелей культуры и искусства в США в 1940—1950-х годах, которым мешали заниматься профессиональной деятельностью из-за их политических убеждений. В списки, составлявшиеся владельцами голливудских студий, попадали члены Компартии США или заподозренные в симпатии к ней, а также отказавшиеся помогать властям в расследовании деятельности компартии.
Первый список был составлен голливудскими студиями 25 ноября 1947 года после отказа десяти кинематографистов, известных как «голливудская десятка», давать показания Комиссии по расследованию антиамериканской деятельности Конгресса США. Позднее все они получили один год тюремного заключения. 22 июня 1950 года появился памфлет Red Channels со списком из 151 человека, названных в нём «красными фашистами и их симпатизантами». Попавшие в эти списки люди испытывали большие трудности в поиске работы, фактически лишившись возможности работать в киноиндустрии.
Значение списков упало после 1960 года, когда вышли картины по сценариям попавшего в списки Далтона Трамбо — «Спартак» Стэнли Кубрика и «Исход» Отто Премингера. Однако многим из попавших в списки в дальнейшем по-прежнему отказывалось в работе.

## История

### 1947 год

«Голливудская десятка», 1948 год.
Ближний ряд, слева: Герберт Биберман, двое поверенных, Альберт Мальц, Лестер Коул;
Средний ряд, слева: Далтон Трамбо, Джон Говард Лоусон, Алва Бесси, Сэмуэль Орниц;
Дальний ряд, слева: Ринг Ларднер-младший, Эдвард Дмитрык, Эдриан Скотт.

За годы Второй мировой войны численность членов американской компартии выросла до пятидесяти тысяч человек. И хотя такая численность была небольшой даже в сравнении с компартиями других капиталистических стран (не говоря о правящих партиях в соцстранах) и об участии членов партии в муниципальных или национальных выборах не могло быть и речи, отличительной особенностью американского коммунистического движения, которая с избытком компенсировала относительно малую численность и потенциально могло превратить её в мощную силу, был непропорционально большой наплыв лиц творческих специальностей, представителей искусства и популярной культуры, прессы, радио и телевидения, разного рода публичных персон, что не могло не встревожить американское руководство.
После окончания Второй мировой войны созданная в 1930-х годах Комиссия по расследованию антиамериканской деятельности при Конгрессе США возобновила свою работу. Поскольку само по себе выражение левых взглядов не являлось преступлением, основной формой борьбы госструктур с левым движением стало замалчивание коммунистов, социалистов и лиц, заподозренных в симпатиях к ним, лишение их возможностей к использованию средств и способов массовой информации для распространения своих идей, упреждение любых попыток самоорганизации, лишение их перспектив нормального трудоустройства, создание невыносимых для жизни условий, принуждение к добровольной эмиграции за границу (в СССР, страны Европы и Латинской Америки), натравливание на них разного рода националистических организаций, провоцирование внутренних конфликтов по различным проблемным вопросам, вызывающим противоречия и раскол в среде сторонников левых взглядов, провоцирование к совершению противоправных поступков, дискредитация, компрометация, и т. д. Ключевым способом для каталогизации, отсеивания и последующего отслеживания неблагонадёжных стало составление чёрных (обличённые), серых (заподозренные) и белых (лояльные) списков лиц указанных категорий населения.
Поскольку факт наличия списков заподозренных или лояльных к режиму лиц не оглашался и само их существование не имело явно видимого выражения, — лояльные режиму лица регулярно поощрялись, приглашались на различные мероприятия, получали всяческие стимулы и были востребованы в сфере своей основной деятельности, заподозренные попадали под пристальное наблюдение, но не подвергались гонениям до тех пор, пока не переходили в категорию неблагонадёжных, — наибольшую известность получили именно чёрные списки, поскольку попавшие в них лица в полной мере ощутили на себе все способы прессинга со стороны власти и пытаться скрыть факт наличия чёрных списков было бессмысленно.
Основным способом выявления неблагонадёжных были мониторинг почты и телефонной связи, наружное наблюдение, которое велось за всеми знаменитостями и публичными персонами (материалы наблюдения и прослушивания в настоящий момент частично рассекречены и доступны для ознакомления), кроме того, как показывают рассекреченные материалы, процветало тотальное доносительство голливудских звёзд друг на друга из конъюнктурных соображений (дабы продемонстрировать свою лояльность, устранить конкурента и т. д.), в результате чего в «коммунисты» нередко попадали лица, совершенно безразличные к социалистическим идеям, но оклеветанные своими коллегами и различными недоброжелателями.
Осенью 1947 года Комиссия начала расследование в Голливуде. 20 октября 1947 года состоялись публичные слушания в Вашингтоне. Комиссия составила список из 43-х человек, которым предлагалось дать показания. Группа деятелей Голливуда создала «Комитет по защите Первой поправки к Конституции», куда вошли режиссёры Уильям Уайлер, Джон Хьюстон, актёры Хамфри Богарт, Джин Келли. Они настаивали на том, что Первая поправка гарантирует свободу слова и собраний, и кинематографисты могут не давать свидетельств. 19 человек отказались свидетельствовать, и 11 из них были вызваны на слушания. Однако позднее один из их числа, Бертольт Брехт, согласился ответить, что не был коммунистом, и покинул страну. 10 оставшихся человек, ссылаясь на Первую поправку к Конституции США, отказались отвечать на вопрос комиссии: «Состоите ли Вы или состояли когда-либо в коммунистической партии?». Все они были обвинены в «неуважении к Конгрессу».
Президент Американской ассоциации кинокомпаний Эрик Джонстон заявил, что ни один коммунист не получит работы, отметив: «Они являются деструктивной силой, и я не хочу их видеть вокруг себя». Глава Гильдии киноактёров США Рональд Рейган, а также знаменитый мультипликатор Уолт Дисней сказали, что коммунисты представляют серьёзную угрозу для Голливуда. 17 ноября Гильдия киноактёров обязала своих членов не вступать в компартию и не сотрудничать с коммунистами, а 25 ноября в Голливуде был составлен первый «чёрный список» из десяти кинематографистов, отказавшихся отвечать Комиссии Конгресса.

## Списки

### «Голливудская десятка»
- Алва Бесси
- Герберт Биберман
- Эдвард Дмитрык
- Лестер Коул
- Ринг Ларднер-младший
- Джон Хоуард Лоусон
- Альберт Мальц
- Сэмюэл Орниц
- Адриан Скотт
- Далтон Трамбо

### Попавшие в списки в 1947 году
- Ханс Эйслер
- Бернард Гордон
- Джоан Лакур Скотт

### Попавшие в списки между январём 1948 и июнем 1950
- Бен Барзмен
- Шеридан Гибни
- Пол Грин
- Пол Дрейпер (также в Red Channels)
- Канада Ли
- Ричард Райт
- Поль Робсон
- Эдвин Рольф
- Уильям Суитс (также в Red Channels)
- Лилиан Хеллман (также в Red Channels)
- Жюль Дассен
- Уолдо Солт

### СписокRed Channels
| - Ларри Адлер - Лютер Адлер - Стелла Адлер - Эдит Этуотер - Говард Бэй - Леонард Бернстайн - Уолтер Бернстайн - Марк Блицштейн - Джозеф Бромберг - Моррис Карновски - Норман Корвин - Марк Коннели | - Аарон Копленд - Говард да Сильва - Дин Диксон - Олин Даунс - Альфред Дрейк - Говард Дафф - Клиффорд Дарр - Хосе Феррер - Марша Хант - Ким Хантер - Джин Мьюр | - Лайонел Стэндер - Мартин Гэбел - Артур Гаэ - Джон Гарфилд - Джек Гилфорд - Артур Миллер - Рут Гордон - Дороти Паркер - Ута Хаген - Джуди Холидей - Дэшил Хэммет - Ирвин Шоу |